# Robo en la Bóveda Verde de Dresde
El robo en la Bóveda Verde de Dresde se produjo el 25 de noviembre de 2019, cuando una banda de ladrones logró acceder hasta la Joyería Real de la Bóveda Verde, situada en el museo del Palacio de Dresde, en Sajonia, Alemania. Los objetos robados incluían el diamante Blanco de Dresde (una gema de 49 quilates), la estrella de pecho cuajada de diamantes de la Orden del Águila Blanca polaca, que pertenecía a los reyes de Polonia, un broche para sombrero con un diamante de 16 quilates, una charretera de diamantes y una empuñadura de espada con incrustaciones que contenía nueve diamantes grandes y 770 diamantes pequeños, junto con un vaina a juego. Los objetos desaparecidos eran de gran valor cultural para el Estado de Sajonia y se hizo mención a su valor como inestimable. Algunas fuentes tasaron el valor total en aproximadamente 1000 millones de euros. Sin embargo, en los años posteriores al robo, estimaciones más precisas sitúan el valor total de los objetos robados en alrededor de 113 millones de euros.
En 2022, las autoridades alemanas recuperaron en Berlín treinta y uno de los objetos robados, según se informa, tras conversaciones con los abogados de los seis hombres enjuiciados por el robo.

## Museo

Sala de las Joyas (sala 8) dentro de la Bóveda Verde

El robo con fractura tuvo lugar en la Grünes Gewölbe (la Bóveda Verde) de Dresde, Sajonia, Alemania, uno de los museos más antiguos de Europa, fundado en 1723 por Augusto II de Polonia, Elector de Sajonia y Rey de Polonia. En el momento del robo, se exhibían alrededor de 4000 piezas de joyería y otros tesoros decorados con oro, plata, marfil, perlas y otras piedras preciosas. Uno de los principales tesoros del museo, el diamante Verde de Dresde de 41 quilates, se encontraba en préstamo en el Museo Metropolitano de Arte de Nueva York.

## Robo
El 25 de noviembre de 2019, a las 4:00 a. m., se produjo un pequeño incendio en el cercano puente de Augusto, que destruyó un armario de la instalación eléctrica. El apagón resultante inutilizó el alumbrado público y los sistemas de alarma, pero el circuito cerrado de televisión siguió funcionando. Los ladrones cortaron las rejas de hierro de una ventana para acceder a la Sala de Joyas del museo. Según la policía, debían ser personas de talla muy pequeña para pasar por el agujero. Las imágenes de las cámaras de seguridad muestran a dos ladrones dentro de las bóvedas, destrozando las vitrinas con un hacha para acceder a las joyas.
Los ladrones sustrajeron tres conjuntos de joyas del siglo XVIII, compuestos por 37 piezas cada uno, incluyendo diamantes, rubíes, esmeraldas y zafiros. Pero no pudieron llevarse todas las piezas de los tres conjuntos; algunas joyas estaban cosidas en la superficie del armario y no se las llevaron. Sin embargo, también se sustrajeron el diamante Blanco de Dresde, valorado entre 9 y 10 millones de libras. Los ladrones salieron por la misma ventana, volviendo a colocar las rejas para retrasar la detección de su entrada. El robo fue detectado por los guardias a las 4:56 a. m. y se enviaron 16 patrullas al museo. Tras descubrirse el robo, los guardias de seguridad del museo siguieron el protocolo y no intervinieron para detener a los ladrones, ya que los vigilantes estaban desarmados. En su lugar, avisaron a la policía.

## Objetos robados
Una de las piezas robadas fue una espada pequeña, descrita como una espada de esgrima, hecha de plata y oro con una empuñadura de nueve diamantes grandes y setecientos setenta pequeños. Otra era una joya tipo broche que llevaba la reina Amalia Augusta y que contenía al menos seiscientas sesenta piedras preciosas. La policía identificó una Orden del Águila Blanca Polaca enjoyada y una charretera de diamantes entre los objetos robados. También fue robado un broche de sombrero con 15 diamantes grandes y más de 100 pequeños, el más grande de los cuales es un diamante de 16 quilates, fabricado en la década de 1780 y usado por Frederico Augusto III. La estrella de pecho de la Orden del Águila Blanca, obra del tallador de diamantes Jean Jacques Pallard, estaba compuesta por un diamante de 20 quilates en el centro y una Cruz de Malta de rubíes rojos.

### Valor estimado
La fiscalía estatal estimó el valor del robo en 113 millones de euros. El valor total estimado original de los objetos robados, según Bild, superó los 1000 millones de euros (1100 millones de dólares), lo que lo convertiría en el mayor robo a un museo de la historia, superando al (robo del Museo Isabella Stewart Gardner de 1990. Según NPR, el valor material parece que no alcanzaba los 1000 millones de dólares. Marion Ackermann, directora de las Colecciones de Arte Estatales de Dresde, declaró que era imposible estimar el precio de los objetos robados debido a su valor histórico-cultural. El ministro del Interior de Sajonia, Roland Wöller, también declaró que la pérdida desde l punto de vista cultural era imposible de estimar.

## Investigación
El primer coche de policía fue llamado al edificio a las 4:59 a.m. y llegó cinco minutos después, pero para entonces los sospechosos ya habían escapado. La policía instaló controles en las afueras de Dresde para intentar impedir que los sospechosos salieran de la ciudad. Sin embargo, según la policía, es probable que la proximidad del museo a una autopista hubiese facilitado la huida de los sospechosos. La policía cree que había cuatro ladrones y que huyeron en un Audi A6. Posteriormente, se encontró un vehículo igual en llamas en un aparcamiento subterráneo. La policía ofreció una recompensa de 500.000 euros por una información que pudiera conducir a la captura de los autores.

Barrera policial - Robo de joyas en Dresde - 25 de noviembre de 2019 - Bóveda Verde histórica del Palacio de Dresde

Desde el 12 de diciembre de 2019, varios medios de comunicación alemanes informaron que la policía estaba investigando vínculos con un clan árabe de Berlín. En marzo de 2020, la policía reveló que al menos siete personas estaban involucradas en el robo. También en marzo de 2020, la fiscalía informó a los medios alemanes que estaban investigando a cuatro vigilante de seguridad como posibles culpables, ya que no reaccionaron adecuadamente. En noviembre de 2020, miles de policías registraron 18 propiedades en Berlín y arrestaron a tres sospechosos, todos pertenecientes a una familia de inmigrantes libaneses, en relación con el atraco. La policía declaró que había vinculado el robo a una organización criminal árabe que también había estado involucrada en un robo en 2017 en el Museo Bode, en el que participó uno de los sospechosos arrestados. También en noviembre, dieron a conocer los nombres de dos hombres, Abdul Majed Remmo y Mohamed Remmo, que se sospechaba que estaban involucrados. En diciembre de 2020, una cuarta persona fue arrestada en relación con el robo de la Bóveda Verde, un hombre de 21 años.
En enero de 2020, una empresa de seguridad israelí afirmó que las joyas del robo se estaban vendiendo en la dark web, afirmación que los investigadores alemanes rechazaron.

## Intervención judicial
En septiembre de 2021, la fiscalía alemana acusó a seis hombres del robo, acusándolos de robo organizado e incendio provocado. Todos ellos eran ciudadanos alemanes de entre 22 y 28 años, pertenecían al Clan Remmo, una familia de origen libanés residente en Berlín, y fueron acusados de irrumpir en el museo de la Bóveda Verde de la ciudad oriental y robar 21 piezas de joyería que contenían más de 4300 diamantes con un valor total asegurado de al menos 113,8 millones de euros (120 millones de dólares).
La fiscalía afirmó que provocaron un incendio justo antes del robo para cortar el suministro eléctrico del alumbrado público exterior del museo, y también prendieron fuego a un coche en un garaje cercano antes de huir a Berlín. La fiscalía indicó que los sospechosos, todos detenidos, no habían respondido a las acusaciones en su contra. Las imágenes de las cámaras de seguridad mostraron a los sospechosos utilizando un martillo para romper una vitrina dentro del museo.
Dos de los sospechosos ya cumplían condena por participar en otro gran atraco: el robo de una moneda de oro canadiense de 100 kilogramos, denominada "Big Maple Leaf", del Museo Bode de Berlín en 2017. La moneda, con un valor estimado de 3,75 millones de euros, no ha sido recuperada. Las autoridades sospechan que fue cortada en trozos más pequeños y vendida. El escrito de acusación se presentó ante el tribunal estatal de Dresde, que debía decidir si llevaba la causa contra los hombres a juicio y cuándo.
El 16 de mayo de 2023, cinco miembros de la familia Remmo fueron condenados por un tribunal de Dresde. Se trata de Rabieh Remmo, Wissam Remmo, Bashir Remmo y dos jóvenes cuyas identidades no se hicieron públicas.

## Respuesta
Se temía que los ladrones alteraran las obras robadas para venderlas en el mercado negro. Los funcionarios del museo rogaron a los ladrones que no fundieran el oro ni dañaran las piezas. El Director General de las Colecciones de Arte Estatal de Dresde declaró a la prensa que las joyas robadas no podían venderse legalmente en el mercado del arte, ya que eran demasiado conocidas para los coleccionistas.
El ministro-presidente de Sajonia, Michael Kretschmer, utilizó Twitter para denunciar el crimen, afirmando que «no solo robaron las colecciones de arte estatal, sino también a nosotros, los sajones».
El museo reabrió sus puertas el 27 de noviembre de 2019, aunque la Bóveda Verde permaneció cerrada hasta su reapertura en agosto de 2024, con la mayoría de las piezas robadas devueltas a sus vitrinas.

## Recuperación
En diciembre de 2022 se anunció la recuperación de gran parte de los objetos robados. Treinta y un objetos fueron devueltos al museo tras ser incautados por las autoridades berlinesas, después de que los abogados de los seis sospechosos detenidos informasen de su localización. La información se compartió como parte de conversaciones preliminares entre la defensa y la fiscalía para un posible acuerdo que habría resultado en la devolución de todos los objetos robados.